# 좡자자
좡자자(중국어 정체자: 莊佳佳, 간체자: 庄佳佳, 병음: Zhuāng Jiājiā, 한자음: 장가가, 1989년 5월 14일~)는 중화민국의 태권도 선수이다. 2016년 하계 올림픽에서 여자 웰터급에 참가했고 세계 선수권 대회에서 금메달 1개, 은메달 1개, 아시안 게임에서 동메달 1개, 아시아 선수권 대회에서 금메달 2개, 은메달 1개, 동메달 1개를 획득했다.